# 日韓通信業務合同
日韓通信業務合同（にっかんつうしんぎょうむごうどう）とは、正式には「韓国通信機関委託ニ関スル取極書」と呼称する協定である。1905年（明治38年）に大日本帝国が大韓帝国の運営していた通信業務を日本側に委託させたものである。

## 背景

### 朝鮮の郵便の歴史

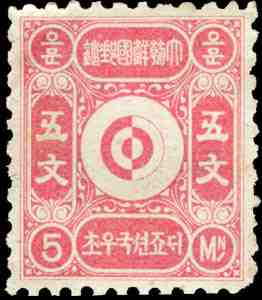
朝鮮最初の郵便切手（5文）

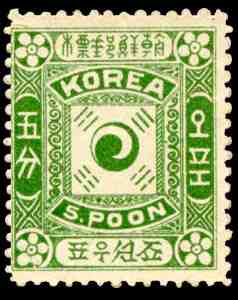
郵便事業再開後に発行された通称「太極切手」

朝鮮において1884年11月18日に郵便事業が発足し、事業を担う中央官庁である郵征総局（ko:우정총국）がソウルに置かれた。郵便切手は日本の大日本帝国印刷局（大阪の民間印刷会社とする書籍もある）に発注され開業することになった。郵便創業の立役者であったのは「紳士遊覧団」として日本に留学経験のあった30歳の洪英植であった。
しかし清国の内政干渉を嫌う洪英植、金玉均、朴泳孝らの開化派が朝鮮の立憲君主国家への転換を狙い引き起こしたクーデタ、いわゆる甲申事変（甲申政変）は、12月4日にの郵征総局開庁祝賀式典に乗じて事を始めた。このクーデタは袁世凱が指揮する清国の軍隊による武力介入で失敗に終わり、郵征総局も焼き討ちにあい、責任者であった洪英植もクーデタに加担していたことから処刑された。そのため開業した郵便事業は短期間で閉鎖に追い込まれた。発行された切手2種は無効になり、印刷されながら発行できなかった他の額面の切手とともに格安で払下げられた。この時朝鮮で実際に扱われた郵便物は僅かであった。なお洪英植は現在の韓国では近代朝鮮の郵便の父として尊敬されている。
1895年7月になって、朝鮮の郵便事業は再開された。この時発行されたのは太極切手であった。しかし短期間で郵便事業は行き詰まり、1898年にはフランス人クレマンセーが通信事業の顧問として招聘された。これは、この時期フランスは日本に対する三国干渉で極東地域への影響力を伸ばそうとしていた。そのためフランスも朝鮮近代化に関与していた背景がある。1900年には韓国政府は通信院を設置し万国郵便連合（UPU）にも加盟し、国際的郵便網に入った。なお、朝鮮は1897年に大韓帝国と国号を改めている。

### 在朝鮮日本郵便局
1876年に日朝修好条規が締結され日本は釜山に居留地を獲得した。この時設置された政府機関のひとつに郵便局があった。これは朝鮮半島で最初の近代的な郵便事業であった。日朝間の郵便物交換の便宜を図る為であったが、その後朝鮮各地に日本による郵便局が設置された。これらの郵便局では日本切手がそのまま使用されており、現地通貨で販売されていた。1900年1月1日には在朝鮮日本郵便局で発売される切手には「朝鮮」という文字が加刷されたが、1901年3月末でそれを取りやめている。
この間に、韓国政府による郵便事業がはじまったあとも日本郵便局の業務は継続されただけでなく範囲も拡大されていった。そのため朝鮮半島では日韓両国政府が経営する通信事業体が並存する状態になった。

## 日韓通信合同

### 日露戦争
1904年2月、日本はロシア帝国に宣戦布告し日露戦争が勃発した。これは極東、満州および朝鮮半島で南下政策を取るロシアと日本の対立が激化した為である。1904年2月23日に「局外中立宣言」をしていた韓国との間で日韓議定書を締結し、日本が必要であれば朝鮮半島各地で軍隊を展開できるようになり、通行権などが確保された。さらに8月には第一次日韓協約が締結され、韓国政府に財政と外交の日本人の顧問を受け入れ、条約締結に日本政府との協議をすることとした。戦争は日本に有利に進んでいき、最終的には日本が勝利することになるが、翌1905年に更なる譲歩を韓国政府に迫る事になった。

### 日本による郵便事業の接収
第一次日韓協約により韓国政府に派遣された財政顧問・目賀田種太郎は、韓国政府の財政を立て直すとして、韓国の造幣局であった典圜局を廃止させ、大阪にある造幣局に銭貨の製造を委託させるなどの施策を行っていたが、そのうちのひとつに韓国の通信事業を日本に委託させるようにせまった。
その理由として目賀田は通信事業が当時毎年10万円という赤字を出していることを挙げた。しかし、これは朝鮮半島は経済的に発展しておらず通信需要が乏しかったこともあるが、朝鮮半島全体に郵便網と通信網を広げるための設備投資が嵩んだためであり、やむをえない赤字であったとする見解もある。しかし日本の報道機関はこういった事情には触れず、日本による通信事業の接収を支持する論調であり、たとえば読売新聞の明治38年3月23日の紙面で、韓国の通信機関が不備であることを理由に、日本に委託すべきと主張していた。
韓国国内には一部反対の声もあったが、日本は「韓国の通信機関を整備し日本国の通信機関と合同連絡して両国共通の一組織にすれば、韓国の行政上経済上得策である」と提案し、そのため日韓両国政府の間で、4月1日に「韓国通信機関委託ニ関スル取極書」が調印された。4月28日に日本の官報に掲載された内容は以下である
この取極書によれば韓国政府が管轄していた郵便事業および電信電話事業を日本政府に委託するとしていた。形式的には委託であるが事実上接収であり、朝鮮半島における情報伝達網を全て日本の管理下におくものであった。5月18日から日本側によって通信機関の接収がはじまり、7月1日に完了した。一連の接収作業において担当した引継委員長による「韓国事務引継顛末概要」によれば、韓国通信院の通信事業に従事していた職員（官吏および現場労働者）の1044人のうち773人が日本の郵政当局に引継採用されたが、残りの271人は辞令拒否者もしくは接収を反対して抵抗したとして解雇されているという。これは朝鮮人労働者が激しく抵抗したためであったが、欠員は以前通信事業に従事していて悪事を働いた為に免職になったものや、病気で退職したものを半ば強制的に集めて当初はしのいだという。
このようにして、日本の手による通信事業が始まった。しかし一部の朝鮮人からすれば外国政府による経営事業体になったため、抗日武装勢力の攻撃目標にもなった。韓国併合直前の1909年頃には、通信事業の職員や設備が暴徒に襲撃され死傷者を出す事件が多発したこともあったという。そのため逓信輸送が危険であるとして、軍隊の護衛と従事者が護身用の拳銃で自衛していたという。

### 日韓通信業務合同紀念切手

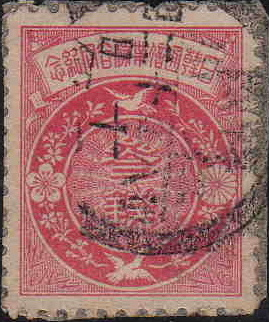
日韓通信業務合同紀念切手（使用済）

日本の逓信省は7月1日の接収完了を記念して『日韓通信業務合同紀念』と題する記念切手を発行した。この切手は日本が発行した記念切手としては4番目で、図案選定者は樋畑雪湖であった、原画作成者は磯辺忠一、原版彫刻者は細貝為次郎と日本で企画製造された。だが、この記念切手の図案は異例な点が数多くあった。
まず国号表記である「大日本帝国郵便」が欠けている。この国号表記欠落は初期の普通切手「手彫切手」を除けば、二十世紀に発行された2例のうちのひとつである。切手には「日韓通信業務合同紀念切手」と右書表記があるが、当時の日本では記念を紀念と表記していたことによる。中央の円形枠内には額面「参銭」の文字が大きく描かれ、上下には鳩が、下部には電信を象徴する電光が添えられている。中央の円形枠内には事実上の日本の国章である皇室の菊花紋章と大韓帝国の国章である李王家の李花紋章（ko:대한제국의 국장）が左右同じ高さに置かれて日韓両国の紋章が対等の位置におかれている。これは事実上韓国の通信事業を強制的に吸収したにもかかわらず、記念切手の題目のように「合同」すなわち対等合併したことを、ことさら示そうとしたとの指摘がなされている。
なお、この「日韓通信業務合同紀念切手」は、250万枚が製造され、そのうち100万枚が韓国および日本の植民地であった台湾と、清国（中国）国内にあった日本郵便局に納入されたという記録があるが、「逓信省第二十年報」掲載の発行高（販売枚数）によれば、販売総数約148万枚のうち、韓国国内で発売されたのは82万枚であった。そのため、日本の記念切手としては発行直後に海外で販売された総数のほうが多かったという切手であった。

### その後の朝鮮半島の切手
従来の韓国切手は6月30日をもって売り捌きは中止され、残された切手も1909年8月31日をもって使用禁止になった。そのため1910年の韓国併合を前に、従来は在朝鮮日本郵便局に限られていた日本切手が朝鮮全土で使われるようになった。このように1905年7月から1910年までは日本の保護国であるとはいえ、そのまま相手国の切手が全体で使われたのは、他国で行われた保護国政策と比較すると異例なことであった。
日本接収以後の朝鮮半島では韓国独自の年号として「隆熙」が用いられていたが、郵便物の消印の年号は明治元号（ただし欧文による国際郵便の消印は日本と同様西暦）が使われていた。なお朝鮮半島では1946年に南北朝鮮で切手が発行されるまで日本切手の使用が続いた。

## 備考
- 1991年に日本の郵政省が日本近代郵便の120年史を出版[10]したが、外地、特に朝鮮半島に関係する郵便事情については全く触れていない内容[注釈 11]であった。そのため、著名な切手収集家である水原明窗は補完するために『朝鮮近代郵便史コレクション―1884-1905』を1994年に出版している。
- 1910年の日韓併合では記念切手は発行されていないが、10月に朝鮮総督府が「朝鮮総督府始政紀念」と題する官製絵葉書を発行している[11]。
- 前述のように韓国切手が日本による通信事業接収後も有効であったため、同じ封筒に日韓両国の切手が貼られて使用された、いわゆるコンビネーションカバーが存在しており、切手収集家の間で珍重されている。